# ČT1
ČT1 (също ČT Jedna или Česká televize 1 – „Чешка телевизия 1“) е държавен публичен телевизионен канал в Чехия, собственост на Чешката телевизия.
Излъчва актуални предавания, свързани с обществеността, чешки филми, детски програми, новини и документални филми.

## История

### ČST1
Телевизията започва да излъчва на 1 май (Деня на труда) 1953 г. като ČST' от пражкото си студио. Редовните предавания започват на 25 февруари 1954 г. (годишнина от "февруарските събития от 1948 г. в страната, довели до заемането на властта от комунистите. През 1970 г. е преименувана на телевизия ČST1. Започва предавания на цветно от 1975 г.
През 1990 г., в рамките на федерализацията на страната, телевизията е преименувана на F1. След разделянето на Чехословакия, F1 е поделена на две новосъздадени телевизии – ČT2 за територията на Чехия и STV2 за Словакия.

### Промяна на телевизионните канали
На 4 февруари 1994 г. се осъществява промяна в честотата, на която излъчват отделните телевизии. Съществуващата дотогава телевизия ČT3 е закрита и ČT2 започва да излъчва на предишната ѝ честота. На предишната честота на ČT2 започва излъчване новосформираната TV Nova. Днешните предавания на ČT2 се предават на първоначалния трети федерален пръстен на Чешката телевизия, а телевизия ČT1 излъчва на оригиналния втори канал на Чехословашката телевизия.

## Методи на предаване

### Наземно излъчване
Към март 2016 г., телевизията е достъпна за почти 100% от населението на страната чрез Multiplex 1 с наземно излъчване. Аналоговото предаване на CT1 приключва на 30 ноември 2011 г.

### HD предавания
ČT1 има собствен канал ČT1 HD, който излъчва на висока разделителна способност 1080i. Този канал се чрез наземно излъчване на Multiplex 1а, и също така може да се приема в DVB-S, DVB-C и чрез IPTV.

## Логотипи
- Лого на ČT1 в периода 2007 – 2012 г.
- Лого на ČT1 HD